# 長等山トンネル
長等山トンネル（ながらやまトンネル）は、滋賀県大津市と京都府京都市山科区の間にある長等山（標高354m）に掘削された、西日本旅客鉄道（JR西日本）湖西線のトンネルである。

## 概要

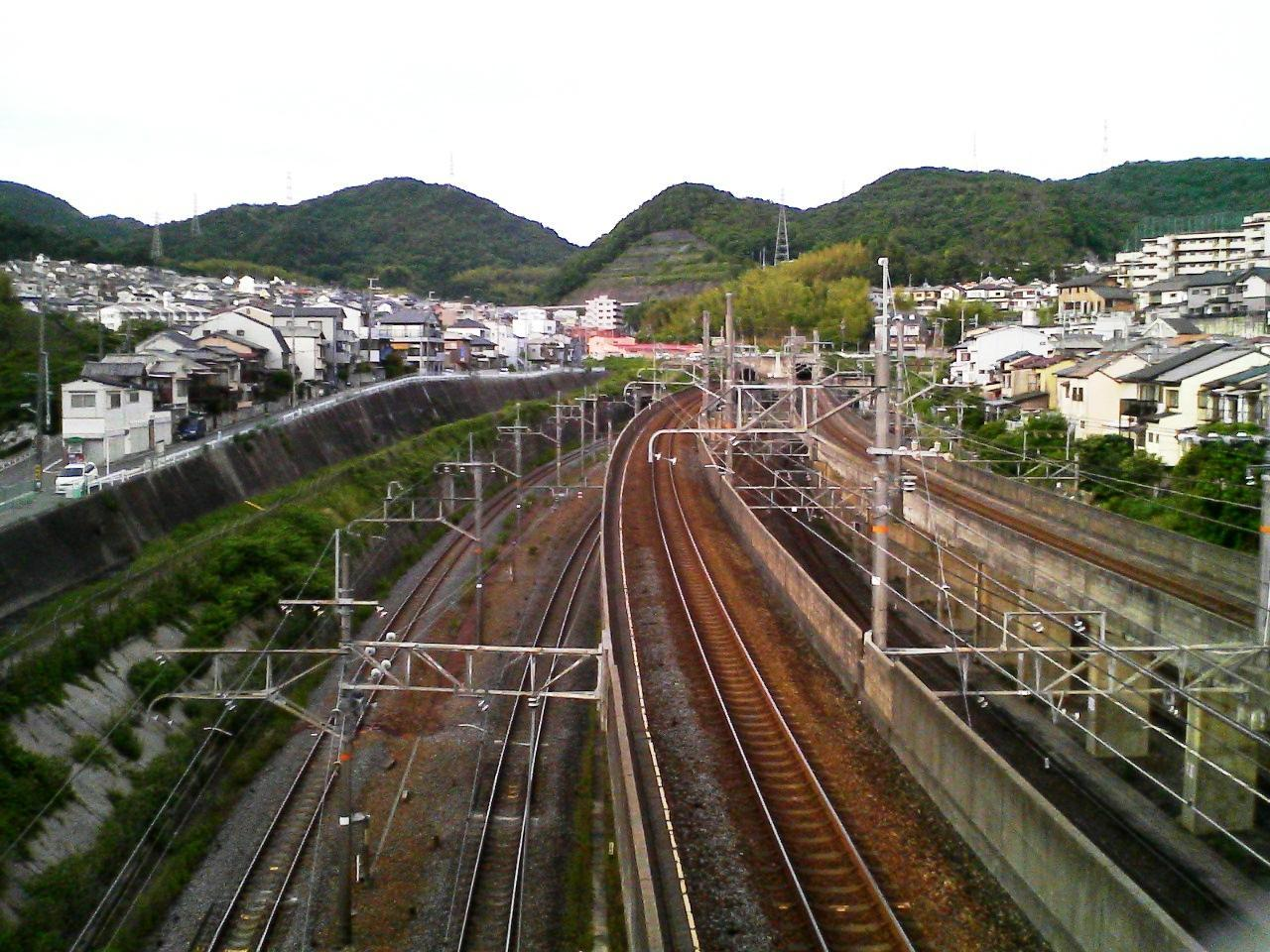
山科側の坑口（2007年5月28日撮影）
画像左側が北で、左から湖西線下りの緩勾配の側線、琵琶湖線上り外側線、湖西線下り線（高架線）、湖西線上り線（高架線）。

JR西日本湖西線の山科駅と大津京駅の間（起点山科からのキロ程1km762.5m - 4km800mの区間）にある全長3,037.5mの鉄道トンネルで、山科側には3つの出口があるのに対し、途中で合流し大津京側の出口は1つとなる変形トンネルである。
1967年9月10日に着工、1971年4月16日に貫通し、湖西線開業の1974年から使用開始された。トンネルの出入口の両側はバラスト軌道であるが、トンネル内はスラブ軌道となっている。なお、トンネル自体は東海道本線（琵琶湖線）の新逢坂山トンネルと同様に全区間が大津市内にあり、琵琶湖国定公園第2種特別地域を通る。

## 構造・線路配置
山科側の出口は3つであり、さらに新逢坂山トンネルの4つの出口と絡み合っていて複雑になっているため、ここでは山科駅からの線路配置についても説明する。

### 山科駅 - 山科側トンネル坑口
| ← 東海道本線 （琵琶湖線） 草津、米原、 敦賀方面 | 西日本旅客鉄道 山科駅付近の配線略図 | → 東海道本線 （琵琶湖線） 京都、大阪、 姫路方面 |
| | ↓ 湖西線 堅田、近江今津 敦賀方面    |                                                 |
| 凡例 出典:以下を参考に作成。 * 「JR西日本 東海道本線 米原-神戸間 線路配線略図」、「特集 東海道本線2」、『鉄道ファン』 第48巻1号（通巻第561号） 2008年1月号、折込、交友社、2008年 * 井上孝司 『配線略図で広がる鉄の世界 - 路線を読み解く&作る本』 ISBN 978-4-7980-2200-0、 秀和システム、2009、105頁 * JR西日本公式ホームページ JRおでかけネット - 山科駅 - 構内図 |                                     |                                                 |

山科駅には線路が6線あり、北から順に琵琶湖線上り外側線、湖西線下り線、琵琶湖線上り内側線、琵琶湖線下り内側線、湖西線上り線、琵琶湖線下り外側線となっている。
琵琶湖線の複々線はそれぞれ10‰の上り勾配で山科駅から新逢坂山トンネルへ向かうが、湖西線は琵琶湖線の更に上層を高架で跨ぐため、山科からのキロ程（以下、単にキロ程と記す）0km500m付近で湖西線下り客車線が上り18‰、湖西線上り線が上り16‰となる。そして、キロ程1km600m付近で湖西線と琵琶湖線の線路が交差し、湖西線下り客車線は下り11‰、湖西線上り線は上り1‰となり、キロ程1km760m付近でトンネル坑口となる。
一方、キロ程1km300m付近で琵琶湖線上り外側線から湖西線下り貨物線が分岐し（分岐の際の制限速度は60km/h）、キロ程1km640mでトンネル坑口となる。なお、この湖西線下り貨物線は先述した湖西線下り客車線の上り18‰を避けて上り8 - 10‰でトンネルに進入するルートであり、勾配を緩和し牽引定数を確保することで、重量のある列車が通過できるように設けられている。湖西線下り列車は、普通電車・新快速などは下り客車線を通るが、特急や貨物列車は下り貨物線を通る。ダイヤが乱れたときは琵琶湖線の列車に影響しないようにこの区間で普通や新快速が特急を退避することがある。

### 山科側トンネル坑口 - 大津京駅
下り貨物線は高架下から上り8‰でトンネルに進入、一方下り客車線は高架上から下り11‰でトンネルに進入し、約300m先で下り客車線が上り8‰となり、キロ程2km035mの位置で下り客車線と下り貨物線の各単線トンネルが合流し、線路も合流して単線トンネルとなる（下り貨物線から合流する場合の制限速度は60km/h）。その後、上り8‰のまま左カーブとなり、キロ程2km700m付近で直線となる。そして、キロ程2km862mの位置で下り線と上り線の各単線トンネルが合流し、複線トンネルとなる。その後、キロ程3km650m付近で上り2‰となり、キロ程4km400mの付近からの半径1,400mの右カーブを経て、大津京側のトンネル坑口へと至る。
一方、上りの進行方向から見た上り線は、下り線と分岐するまでは同じ複線のトンネルで、キロ程3km650m付近で下り8‰となる。そして、途中から左カーブ（半径1,000m、反対側の下り線は直線）となり、キロ程2km862mの位置で下り線と分岐し、単線トンネルとなる。その先に右カーブ（半径800m、制限速度は115km/h）があり、カーブの途中で下り1‰になったあとは直線のまま山科側坑口に至る。
上下線とも、大津京側の出口付近にあるカーブ（半径1,400m）の一部区間の制限速度は125km/hである。

### その他
- 湖西線下り客車線と湖西線下り貨物線の合流部付近に信号機（第3閉塞信号機）があるが、どちらの線からも確認しやすい位置に設置されている。

## 工事
工事は底設導坑先進上部半断面工法を基本とし、1967年（昭和42年）9月に山科側の坑口から掘削を開始した。なお、キロ程3km800m以北は大津京側の坑口から掘削する予定であったが、北大津の設計協議に手間取ったため、結果的に山科側からの片押しで施工し、1972年（昭和47年）9月に完成した。

### 寂光寺の重要文化財との接近部分
長等山トンネルの下り貨物線はキロ程2km200m付近で寂光寺の地下を通過し、寂光寺の重要文化財の石仏より南西に約18m、地下約17m、直線距離で25mの位置を掘削することになった。そのため、発破等の振動で重要文化財を損傷しないよう施工を進めることが求められた。
施工の際の発破振動の影響を調査するため、寂光寺より手前の箇所の施工時に発破の際の薬物の量や振動の大きさを記録し、石仏接近部の施工時にどれだけの振動が生じるかを計算式から推定を行った。推定・検討の結果、石仏の重要性や予期しない加速度の発生を考慮し、石仏付近の最大加速度を25gal（震度3程度）以内にするというかなり厳格な目標値が定められた。
導坑の掘削では、1発破ごとに振動を測定しながら掘削を進めた。しかし、石仏に接近するにつれ、石仏に与える振動が目標の25galを超えるようになったため、キロ程2km006m以降では切羽を上下2段に分けて発破を行う2回撃ちを実施したり、大きな振動が発生する心抜きではMS雷管を使用するなどし、振動の軽減に努めた。
導坑掘削後の上半断面の掘削では、導坑掘削時に得られた測定結果も参考にし、薬物の量を制限しながら掘削を進めた。最終的に、導坑の掘削は1968年（昭和43年）8月6日に、上半断面の掘削は同9月13日に無事終えた。

### 琵琶湖疏水との交差部分
長等山トンネルのキロ程2km700m付近で下り線・上り線と琵琶湖疏水の第1疏水（の第1トンネル）・第2疏水（の連絡トンネル）が交差し、最も接近する部分では下り線と第1疏水との距離が6.43m、下り線と第2疏水との距離が8.40mしか離れてない。そのため、トンネル施工や開業後の列車通過の振動が琵琶湖疏水に影響を与えないよう、京都市水道局と協議が行われた。
協議や調査の結果、琵琶湖疏水の両トンネルは古いレンガ巻で、トンネル施工や列車通過の振動に耐え難いため、1968年（昭和43年）2月から同6月まで第1疏水の200mの区間、同10月から1969年（昭和44年）3月まで第2疏水の120mの区間で、レンガ巻を取り壊しコンクリート巻にする等の改築補強工事が行われた。また、本トンネル施工の際に発生する振動の最大許容値も定められ、補強区間（コンクリート巻区間）では加速度20,000gal、非補強区間（レンガ巻区間）では加速度2,000galと定められた。
本トンネルの導坑の掘削では、1968年（昭和43年）12月12日、キロ程2km610m付近での発破で琵琶湖疏水の非補強区間で最大許容値を超える2,285galが記録されたため、翌日13日からは導坑を上部・下部の2回に分けて発破する処置が取られた。その後は最大許容値を超えることなく、非補強区間との距離が離れるに連れ振動が減少してきたため、同16日のキロ程2km630m付近からは再び導坑を1度に爆破することとし、掘削が進められた。
その一方、キロ程2km632mまでの岩石は主に粘板岩で、2km635m以降は石英斑岩となり、粘板岩から石英斑岩の岩塊に入った際に伝わる振動が急に大きくなることが事前に分かっていた。そのため、掘削工事が琵琶湖疏水との交差部に差し掛かった際には補強区間に伝わる振動が最大許容値の20,000galを超える懸念があったため、振動が大きくなる区間からはプレ・スプリッティング工法で施工されることとなった。また、どの程度振動が減少するのかを検証するために予備実験が行われ、同19日からこの工法で施工が進められた結果、予想よりはるかに小さい値に振動を抑え、掘削を進めることができた。
このようにして、最も接近している下り線と第1疏水との交差部の掘削は無事通過し、第1疏水より更に地下へ2m離れている第2疏水にも影響を与えることなく通過した。導坑掘削後の上部半断面の掘削でも、最終的に非補強区間に与えた振動が最大400gal、補強区間に与えた振動が最大5,000galと導坑よりも小さな値で施工が進められた。また、この交差部の掘削を終えた後に、琵琶湖疏水のトンネル内で詳細な調査が行われたが、特に異常がないことが確認された。

## 周辺
- 寂光寺
- 琵琶湖疏水
- 園城寺（山号は「長等山」）